# Анна Рошковска
Анна Антонова – Рошковска е архитект, професор и доктор на изкуствата. Обект на нейните интерес и творчески изследвания са културните движения на Балканите в периода XV – XIX век. Тя проучва връзките на българите с Европа и формирането на идентичността на националната художествена култура. Има издадени над 450 научни и научнопопулярни студии и изследвания у нас и в чужбина, над 30 научнопопулярни и документални филми, направени за Българската национална телевизия и Студията за документални филми. Участва в радиопредавания и осъществява лекционна дейност. Анна Рошковска е удостоена с орден „Св. Св. Кирил и Методий“ – II степен и е наградена със Златна значка на Българската академия на науките. Трудът и „Евреите и българската градска култура“ прави професор Рошковска, да е една от малцината учени, изследвали приноса на установилите се по българските земи евреи от сефарадската диаспора.
През 2015 г. Теодор Попов, бившият съпруг на изследователката прави дарение като предава на фонд „Етнография“ на Историческия музей – Казанлък „Искра“ част от личната сбирка на професор Анна Рошковска, събирана през годините на нейните изследвания и работа – пафти, колани, нагръдни икони и бижута от естествени камъни.
Д-р Анна Рошковска от Етнографския институт при БАН е събрала около 40 000 релефни и графични отпечатъци от наши печати, разпръснати по различни земи, сто от които са изложени в столичното читалище „Славянска беседа“. Образците са взети предимно от църкви, манастири, църковни общини, читалища, училища, както и от лични печати на наши известни възрожденци. Между тях са тези на Захарий Зограф – релефният и графичният от 1872 година, подписът и личният печат на хаджи Геро Добрович-Мушек, релефен отпечатък от личният печат на Неофит Рилски, печатът на училището във Велес от 1845 година, на църковната община от Осман пазар, печатът на църквата „Св. св. Константин и Елена“, на църковната община в Свищов от 1866 година, печатът на читалище „Славянска беседа“ от 1888 година.
Дарението съдържа над 100 автентични женски накита от ХІХ век от личната колекция на Анна Рошковска.

## Признание
Анна Рошковска е носител на орден „Св. Св. Кирил и Методий“ II степен и на Златна значка на Българската академия на науките
Светозар Ангелов, Фотоархивът на Анна Рошковска, съхраняван в ЦСВП „Проф. Иван Дуйчев“ като извор за българската възрожденска култура, Университетски четения по архивистика, том: Специалните исторически дисциплини в университетското архивно образование, архивната практика и изследванията по история, брой: VII, редактор/и: Андриана Нейкова, 2019, стр.:188 – 207, ISBN 978-954-400-124-7